# Kylie Minogue (album)
„Kylie Minogue” este al cincilea album de studio a lui Kylie Minogue, lansat în 1994. De pe acesta au fost promovate trei piese: „Confide in Me”, „Put Yourself in My Place” și „Where Is the Feeling?”.

## Track listing
| Standard edition |                            |                                              |                                    |         |  |
| Nr.              | Titlu                      | Autor(i)                                     | Producător(i)                      | Lungime |  |
| 1.               | „Confide in Me”            | Steve Anderson Dave Seaman Owain Barton      | Brothers in Rhythm                 | 5:51    |  |
| 2.               | „Surrender”                | Gerry DeVeaux Charlie Mole                   | Gerry DeVeaux John Waddle Tim Bran | 4:25    |  |
| 3.               | „If I Was Your Lover”      | Jimmy Harry                                  | Jimmy Harry                        | 4:45    |  |
| 4.               | „Where Is the Feeling?”    | Wilf Smarties Jayn Hanna                     | Brothers in Rhythm                 | 6:59    |  |
| 5.               | „Put Yourself in My Place” | Jimmy Harry                                  | Jimmy Harry                        | 4:54    |  |
| 6.               | „Dangerous Game”           | Steve Anderson Dave Seaman                   | Brothers in Rhythm                 | 5:30    |  |
| 7.               | „Automatic Love”           | Kylie Minogue Inga Humpe The Rapino Brothers | Brothers in Rhythm                 | 4:45    |  |
| 8.               | „Where Has the Love Gone?” | Alex Palmer Julie Stapleton                  | Pete Heller Terry Farley           | 7:46    |  |
| 9.               | „Falling”                  | Neil Tennant Chris Lowe                      | Pete Heller Terry Farley           | 6:43    |  |
| 10.              | „Time Will Pass You By”    | Dino Fekaris Nick Zesses John Rhys           | M People                           | 5:26    |  |
| Lungime totală:  | Lungime totală:            | Lungime totală:                              | Lungime totală:                    | 57:12   |  |

| Japanese edition |                       |                                     |                    |         |  |
| Nr.              | Titlu                 | Autor(i)                            | Producător(i)      | Lungime |  |
| 11.              | „Love Is Waiting”     | Mike Percy Tim Lever Tracy Ackerman | Brothers in Rhythm | 4:52    |  |
| 12.              | „Nothing Can Stop Us” | Bob Stanley Pete Wiggs              | Saint Etienne      | 4:06    |  |

| Canadian edition |                                  |                                         |                    |         |  |
| Nr.              | Titlu                            | Autor(i)                                | Producător(i)      | Lungime |  |
| 11.              | „Confide in Me” (French version) | Steve Anderson Dave Seaman Owain Barton | Brothers in Rhythm | 5:51    |  |

| Special edition bonus disc |                                                   |                                         |                                    |         |  |
| Nr.                        | Titlu                                             | Autor(i)                                | Producător(i)                      | Lungime |  |
| 1.                         | „Dangerous Overture”                              | Steve Anderson Dave Seaman              | Brothers in Rhythm                 | 1:20    |  |
| 2.                         | „Confide in Me” (Justin Warfield mix)             | Steve Anderson Dave Seaman Owain Barton | Brothers in Rhythm                 | 5:27    |  |
| 3.                         | „Put Yourself in My Place” (Dan's Old School mix) | Jimmy Harry                             | Jimmy Harry                        | 4:31    |  |
| 4.                         | „Where Is the Feeling?” (Acoustic version)        | Wilf Smarties Jayn Hanna                | Brothers in Rhythm                 | 4:51    |  |
| 5.                         | „Nothing Can Stop Us”                             | Bob Stanley Pete Wiggs                  | Saint Etienne                      | 4:06    |  |
| 6.                         | „Love Is Waiting”                                 | Mike Percy Tim Lever Tracy Ackerman     | Brothers in Rhythm                 | 4:46    |  |
| 7.                         | „Time Will Pass You By” (Paul Masterson mix)      | Dino Fekaris Nick Zesses John Rhys      | M People                           | 7:34    |  |
| 8.                         | „Where Is the Feeling?” (West End TKO mix)        | Wilf Smarties Jayn Hanna                | Brothers in Rhythm                 | 8:11    |  |
| 9.                         | „Falling” (Alternative mix)                       | Neil Tennant Chris Lowe                 | Pete Heller Terry Farley           | 8:40    |  |
| 10.                        | „Confide in Me” (Big Brothers mix)                | Steve Anderson Dave Seaman Owain Barton | Brothers in Rhythm                 | 10:27   |  |
| 11.                        | „Surrender” (Talking Soul mix)                    | Gerry DeVeaux Charlie Mole              | Gerry DeVeaux John Waddle Tim Bran | 4:26    |  |
| 12.                        | „Put Yourself in My Place” (Acoustic version)     | Jimmy Harry                             | Jimmy Harry                        | 4:46    |  |
| 13.                        | „If You Don't Love Me” (Acoustic version)         | Paddy McAloon                           | Brothers in Rhythm                 | 2:10    |  |
| 14.                        | „Confide in Me” (French version)                  | Steve Anderson Dave Seaman Owain Barton | Brothers in Rhythm                 | 5:51    |  |